# Hanae
Hanaé (ou Hanae) est un prénom féminin japonais. « Hana » signifie fleur et selon les kanjis utilisés, le sens varie entre autres entre fleur majestueuse, branche fleurie ou image de fleur.

## Variantes
- Prénom féminin d'origine japonaise. Hana (fleur ou fleuri) et e (branche, gracieuse ou dessin/peinture) selon l'écriture japonaise du prénom.

- Prénom féminin d'origine hébraïque dérivé de Hannah qui signifie « gracieuse » ; se fête le 26 juillet.

- Prénom féminin d'origine arabe se prononçant avec le « h » aspiré et le « e » étouffé qui signifie « joie, bonheur, félicité, paix, sérénité ».

## Prénom de personnes célèbres
- Hanae Mori (1926-2022), styliste japonaise.
- Hanae Shibata, footballeuse japonaise.